# Maria Henriette de La Tour d’Auvergne

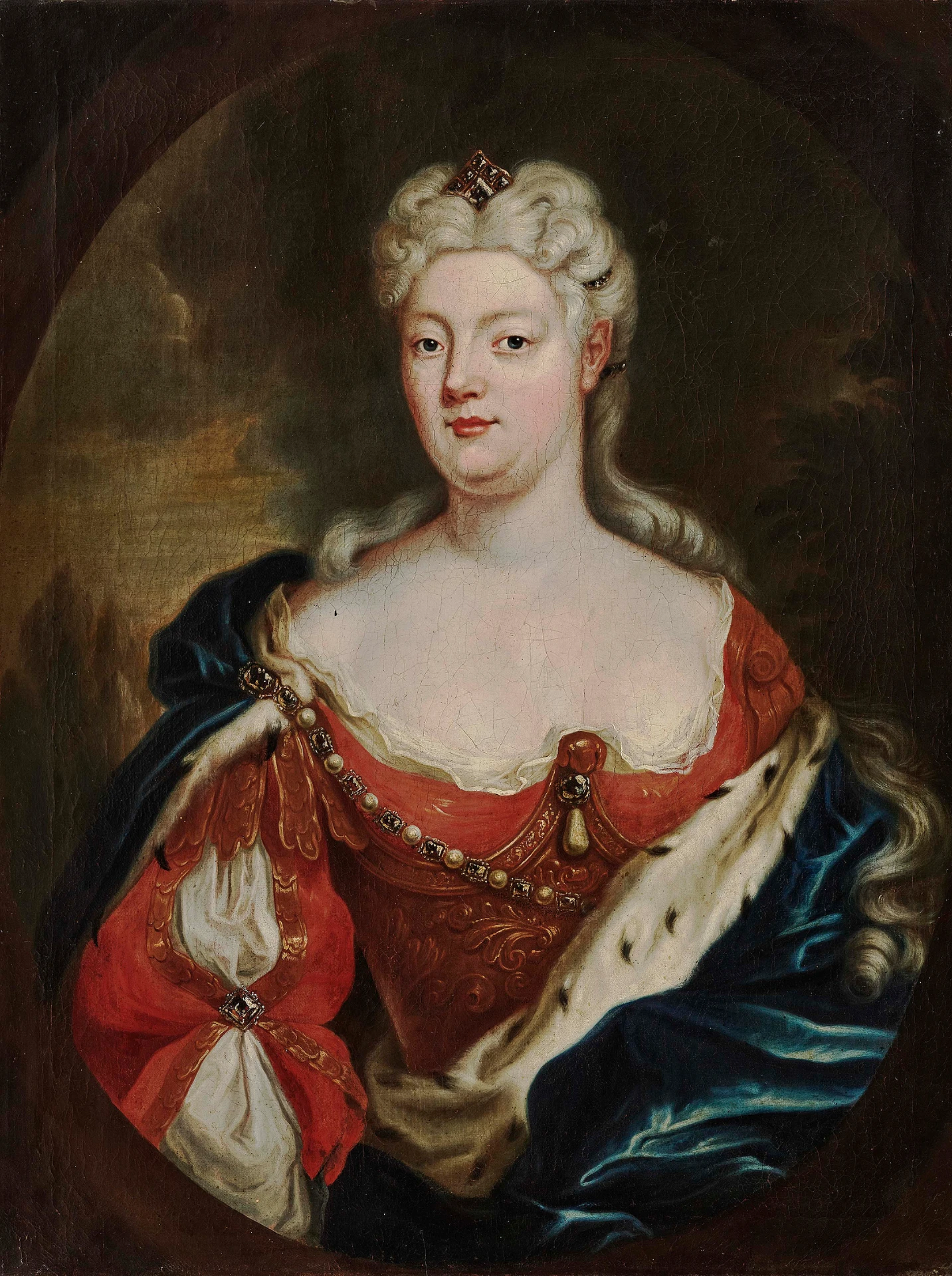
Maria Henriette de la Tour d’Auvergne, vermutlich gemalt von Johann Philipp von der Schlichten (1681–1745)

Maria Anna Henriette Leopoldine de La Tour d’Auvergne (* 24. Oktober 1708 in Frankreich; † 28. Juli 1728 in Hilpoltstein, Pfalz-Neuburg) war eine Prinzessin aus dem Haus La Tour d’Auvergne. 1710 erbte sie die Markgrafschaft Bergen op Zoom. 1722 wurde sie mit dem Prinzen Johann Christian Joseph von Pfalz-Sulzbach vermählt. Aus dieser Ehe ging der spätere Kurfürst Karl Theodor von Pfalz-Bayern hervor.

## Leben
Maria Henriette war eine Tochter des Markgrafen von Bergen op Zoom, François Egon de La Tour d’Auvergne (1675–1710), comte d’Auvergne, und dessen Ehefrau Marie Anne Prinzessin von Arenberg (1689–1736), einer Tochter des Herzogs Philipp Karl Franz von Arenberg und dessen Ehefrau Maria Henrietta del Caretto, Marquise von Grana und Savona (1671–1744), einer Tochter des spanischen Statthalters Otto de Grana. Väterlicherseits war Maria Henriette Urenkelin des protestantisch erzogenen Frédéric-Maurice de La Tour d’Auvergne, der zunächst an der Seite seines Onkels Moritz von Oranien gefochten hatte, dann in französische Dienste getreten, unter dem Einfluss seiner Gattin Éléonore de Bergh zum katholischen Glauben konvertiert und als Katholik Befehlshaber der päpstlichen Truppen geworden war.
Als Erbtochter trat Maria Henriette nach dem Tod ihres Vaters (1710) unter der Vormundschaft ihrer Mutter die Grundherrschaft in der Markgrafschaft Bergen op Zoom an. Dieses Land gehörte zur Republik der Vereinigten Niederlande und stand als Teil von Staats-Brabant unter der Souveränität der Generalstaaten.
Als Dreizehnjährige wurde Maria Henriette am 15. Februar 1722 in Bergen op Zoom, wo sie im Markiezenhof aufgewachsen war, mit dem Prinzen Johann Christian von Pfalz-Sulzbach verheiratet, dem Sohn des Pfalzgrafen und Herzogs Theodor Eustach von Pfalz-Sulzbach und dessen Ehefrau Marie Eleonore von Hessen-Rotenburg. Ihre Ehe währte sechs Jahre. Auf dem Schloss von Drogenbos brachte sie zuerst den Sohn Karl Theodor zur Welt, dann in Hilpoltstein, wohin die Familie ihren Wohnsitz 1725 verlegt hatte, die Tochter Maria Anna Luise Henriette (* 20. Mai 1728), die bereits am 25. Juni 1728 als Säugling starb. Sie selbst starb kurz darauf an den Blattern, einer Infektion, die sie sich im Wochenbett zugezogen hatte. Ihr Leichnam wurde nach Sulzbach überführt.
Mit dem Tod ihres Schwagers, des Erbprinzen Joseph Karl von Pfalz-Sulzbach (1729), rückte ihr nunmehr verwitweter Ehemann in der pfälzischen Erbfolge auf den ersten Platz. Nach der Wittelsbacher Hausunion zeichnete sich ab, dass ihr Gatte nicht nur das Erbe in Pfalz-Sulzbach antreten würde, sondern auch in Pfalz-Neuburg, Jülich und Berg. Darüber hinaus würde ihr Gatte mit dem Ableben des Pfalzgrafen und Kurfürsten Karl III. Philipp als präsumtiver Erbe der Kurpfalz auch die Ämter und Würden eines Kurfürsten und Reichsvikars im Heiligen Römischen Reich bekleiden. Als jedoch ihr Ehemann 1733 ebenfalls gestorben war, fielen dessen Erbe und Anwartschaften auf ihren Sohn Karl Theodor, um dessen gründliche katholische Erziehung sich im vormundschaftlichen Auftrag Karls III. Philipp ab 1735 Jesuiten in Mannheim bemühten. 1733 wurde ihr Sohn Herzog von Pfalz-Sulzbach, 1742 dann auch Kurfürst der Pfalz und Herzog von Pfalz-Neuburg und Jülich-Berg. 1777 fiel ihm durch den Tod Maximilians III. Joseph von Bayern außerdem noch das Kurfürstentum Bayern zu.